# Gewässersystem der Helmeniederung
Gewässersystem der Helmeniederung este o arie protejată (arie specială de conservare — SAC, sit de importanță comunitară — SCI) din Germania întinsă pe o suprafață de 234 ha, integral pe uscat.

## Localizare
Centrul sitului Gewässersystem der Helmeniederung este situat la coordonatele 51°24′53″N 11°13′29″E / 51.4147°N 11.2247°E.

## Înființare
Situl Gewässersystem der Helmeniederung a fost declarat sit de importanță comunitară în octombrie 2000 pentru a proteja 8 specii de animale. Situl a fost protejat și ca arie specială de conservare în decembrie 2018.

## Biodiversitate
Situată în ecoregiunea continentală, aria protejată conține 6 habitate naturale: Pășuni continentale udate de apa mării, Lacuri eutrofice naturale cu vegetație de tip Magnopotamion sau Hydrocharition, Lacuri de carst de gips, Cursuri de apă de la nivel de câmpie la nivel montan, cu vegetație Ranunculion fluitantis și Callitricho-Batrachion, Liziere de ierburi înalte hidrofile de câmpie și de nivel montan până la alpin, Fânețe de joasă altitudine (Alopecurus pratensis, Sanguisorba officinalis).
La baza desemnării sitului se află mai multe specii protejate:
- mamifere (2): vidră de râu (Lutra lutra), liliac comun (Myotis myotis)
- nevertebrate (5): Coenagrion mercuriale, Coenagrion ornatum, Ophiogomphus cecilia, Unio crassus, Vertigo angustior
- pești (1): cicar (Lampetra planeri)

Pe lângă speciile protejate, pe teritoriul sitului au mai fost identificate 1 specie de plante, 8 specii de amfibieni, 13 specii de mamifere, 2 specii de nevertebrate, 6 specii de pești, 1 specie de reptile.